# Koeweit op de Olympische Zomerspelen 2012
Koeweit nam deel aan de Olympische Zomerspelen 2012 in Londen, Verenigd Koninkrijk.

## Medailleoverzicht
| Sport       | Olympiër          | Onderdeel | Medaille |
| ----------- | ----------------- | --------- | -------- |
| Schietsport | Fehaid Al-Deehani | trap (m)  | Brons    |

## Deelnemers en resultaten

### Atletiek
| Olympiër               | Onderdeel          | Resultaat | Prestatie                            |
| ---------------------- | ------------------ | --------- | ------------------------------------ |
| Mohammad Al-Azemi      | 800 m(m)           | DSQ       | serie 1: gediskwalificeerd           |
| Fawaz Al-Shammari      | 110m horden (m)    | 41e       | serie 4: 7de in 14,00                |
| Ali Mohamed Al-Zinkawi | kogelslingeren (m) | 18e       | kwalificatie groep B: 7de met 73,40m |

### Schietsport
| Olympiër            | Onderdeel                  | Resultaat | Prestatie                                                                   |
| ------------------- | -------------------------- | --------- | --------------------------------------------------------------------------- |
| Abdullah Al-Rashidi | skeet (m)                  | 21e       | kwalificatie: 21ste met 116 punten (23-24-24-21-24)                         |
| Talal Al-Rashidi    | trap (m)                   | 26e       | kwalificatie: 26ste met 116 punten (24-23-23-23-23)                         |
| Fehaid Al-Deehani   | trap (m)                   | Brons     | kwalificatie: 2de met 124 punten (25-24-25-25-25) finale: 3de met 21 punten |
| Fehaid Al-Deehani   | dubbeltrap (m)             | 4e        | kwalificatie: 3de met 140 punten (47-47-46) finale: 4de met 45 punten       |
|                     |                            |           |                                                                             |
| Maryam Arzouqi      | 10m luchtgeweer (v)        | 28e       | kwalificatie: 28ste met 393 punten (97-97-100-99)                           |
| Maryam Arzouqi      | 50m geweer 3 houdingen (v) | 44e       | kwalificatie: 44ste met 564 punten (197-187-180)                            |

### Tafeltennis
| Olympiër        | Onderdeel     | Resultaat | Prestatie |
| --------------- | ------------- | --------- | --- |
| Ibrahem Alhasan | enkelspel (m) | 49e       | voorronde: W van CGO Idowu: 4-2 (11-3, 8-11, 7-11, 13-11, 11-6, 11-6) 1ste ronde: V van GBR Drinkhall: 0-4 (9-11, 10-12, 9-11, 4-11) |

### Zwemmen
| Olympiër        | Onderdeel            | Resultaat | Prestatie               |
| --------------- | -------------------- | --------- | ----------------------- |
| Yousef Alaskari | 200m vlinderslag (m) | 36e       | serie 1: 4de in 2.05,41 |
|                 |                      |           |                         |
| Faye Sultan     | 50m vrije slag (v)   | 48e       | serie 5: 7de in 27,92   |

Afghanistan · Albanië · Algerije · Amerikaanse Maagdeneilanden · Amerikaans-Samoa · Andorra · Angola · Antigua en Barbuda · Argentinië · Armenië · Aruba · Australië · Azerbeidzjan · Bahama's · Bahrein · Bangladesh · Barbados · België · Belize · Benin · Bermuda · Bhutan · Bolivia · Bosnië en Herzegovina · Botswana · Brazilië · Britse Maagdeneilanden · Brunei · Bulgarije · Burkina Faso · Burundi · Cambodja · Canada · Centraal-Afrikaanse Republiek · Chili · China · Chinees Taipei · Colombia · Comoren · Congo-Brazzaville · Congo-Kinshasa · Cookeilanden · Costa Rica · Cuba · Cyprus · Denemarken · Djibouti · Dominica · Dominicaanse Republiek · Duitsland · Ecuador · Egypte · El Salvador · Equatoriaal-Guinea · Eritrea · Estland · Ethiopië · Fiji · Filipijnen · Finland · Frankrijk · Gabon · Gambia · Georgië · Ghana · Grenada · Griekenland · Groot-Brittannië · Guam · Guatemala · Guinee · Guinee‑Bissau · Guyana · Haïti · Honduras · Hongarije · Hongkong · Ierland · IJsland · India · Indonesië · Irak · Iran · Israël · Italië · Ivoorkust · Jamaica · Japan · Jemen · Jordanië · Kaaimaneilanden · Kaapverdië · Kameroen · Kazachstan · Kenia · Kirgizië · Kiribati · Koeweit · Kroatië · Laos · Lesotho · Letland · Libanon · Liberia · Libië · Liechtenstein · Litouwen · Luxemburg · Macedonië · Madagaskar · Malawi · Maldiven · Maleisië · Mali · Malta · Marshalleilanden · Marokko · Mauritanië · Mauritius · Mexico · Micronesië · Moldavië · Monaco · Mongolië · Montenegro · Mozambique · Myanmar · Namibië · Nauru · Nederland · Nepal · Nicaragua · Nieuw-Zeeland · Niger · Nigeria · Noord-Korea · Noorwegen · Oeganda · Oekraïne · Oezbekistan · Oman · Oostenrijk · Oost-Timor · Pakistan · Palau · Palestina · Panama · Papoea-Nieuw-Guinea · Paraguay · Peru · Polen · Portugal · Puerto Rico · Qatar · Roemenië · Rusland · Rwanda · Saint Kitts en Nevis · Saint Lucia · Saint Vincent en Grenadines · Salomonseilanden · Samoa · San Marino · Sao Tomé en Principe · Saoedi-Arabië · Senegal · Servië · Seychellen · Sierra Leone · Singapore · Slovenië · Slowakije · Soedan · Somalië · Spanje · Sri Lanka · Suriname · Swaziland · Syrië · Tadzjikistan · Tanzania · Thailand · Togo · Tonga · Trinidad en Tobago · Tsjaad · Tsjechië · Tunesië · Turkije · Turkmenistan · Tuvalu · Uruguay · Vanuatu · Venezuela · Verenigde Arabische Emiraten · Verenigde Staten · Vietnam · Wit-Rusland · Zambia · Zimbabwe · Zuid-Afrika · Zuid-Korea · Zweden · Zwitserland · Onafhankelijke atleten